# Lars Pearson
Lars Pearson (Iowa, Estados Unidos,1973) es un escritor, editor y periodista estadounidense. Es el propietario / editor de Mad Norwegian Press, una editorial especializada en guías de referencia para programas de televisión que incluyen Buffy the Vampire Slayer, Angel y Doctor Who, además de la gama de novelas y cómics Faction Paradox. También es coautor, con Lance Parkin, de "Ahistory: An Unuthorized History of the Doctor Who Universe", que pone cada historia relacionada con Doctor Who en una única línea de tiempo desde el principio del universo hasta su final. 

## Educación
Pearson asistió a Coe College estudiando escritura en el Centro de Escritura. Formó parte de la promoción de 1995. 

## Carrera
Su carrera de escritor comenzó como editor de un periódico y luego pasó a las revistas. Consiguió un puesto en Wizard Entertainment como editor de la guía de precios de la revista Wizard: The Comics Magazine, una revista sobre cómics. Más tarde trabajó para revistas coleccionables como ToyFare sobre figuras de acción coleccionables e InQuest Gamer, una revista dedicada a juegos de cartas coleccionables. Mientras trabajaba en ToyFare, fue entrevistado por U.S. News & World Report por su experiencia en coleccionables. 
Pearson luego pasó a escribir guías para programas de televisión. Escribió Redeemed: The Unuthorized Guide to Angel, una guía sobre la serie de televisión Ángel. También ha escrito guías para la serie de dibujos animados Transformers y G.I. Joe. 
Las guías de Pearson han sido utilizadas por otros autores como en el caso en el que el autor Robert G. Weiner utilizó la guía de G.I. Joe y de Transformers para ayudar a escribir novelas gráficas de Marvel y publicaciones relacionadas: una guía anotada de cómics. 
Muchos de los libros que escribe Pearson no están autorizados, lo que significa que no están aprobados por las empresas que producen los programas y no pueden incluir sus imágenes.

### Mad Norwegian Press
Artículo principal: Mad Norwegian Press
Pearson inició su propio negocio editorial, Mad Norwegian Press en 2001. El enfoque principal del negocio son las guías de ciencia ficción. También produce novelas de escritores independientes como Harlan Ellison, Steve Lyons y Peter David. Para mantener bajos los gastos, la empresa solo emplea a dos personas, Pearson y su esposa.
En 2002, Mad Norwegian comenzó a producir la serie de libros Faction Paradox, sobre un grupo de viajeros en el tiempo. Pearson actúa como editor de la serie.

## Doctor Who
Pearson se convirtió en fanático de Doctor Who cuando lo vio transmitido en la estación de televisión pública IPTV de Iowa. Su afición por el programa lo llevó a escribir su primer libro,  I, Who: The Unauthorized Guide to Doctor Who Novels. Utilizó los libros para proporcionar información sobre la serie de televisión y los hechos. 
Pearson ha escrito 12 libros sobre la serie de televisión Doctor Who y es considerado un experto en el programa. La Sociedad de Ciencia Ficción de Des Moines lo ha etiquetado como "uno de los principales expertos en 'Doctor Who' en América del Norte". La experiencia de Pearson en Doctor Who lo hace buscado por los fanáticos del programa y las convenciones de ciencia ficción y ha sido anfitrión de campañas de Doctor Who en la televisión pública.  Pearson es a menudo un orador destacado en los festivales de Doctor Who y aparece en muchas convenciones importantes de ciencia ficción. 
- 2001 – The Twelfth Regeneration of Gallifrey One (Van Nuys, CA)
- 2001 – Chicago TARDIS (Chicago, IL)
- 2003 – Gallifrey One: Episode XIV – The Faction Paradox (Van Nuys, CA)
- 2003 – Chicago TARDIS (Chicago, IL)
- 2004 – Gallifrey One's Fifteen Minutes of Fame (Van Nuys, CA)
- 2004 – Chicago TARDIS (Chicago, IL)
- 2005 – The Sixteen Swashbucklers of Gallifrey One (Van Nuys, CA)
- 2005 – Chicago TARDIS (Chicago, IL)
- 2007 – The Eighteenth Amendment of Gallifrey One (Los Angeles, CA)
- 2007 – Chicago TARDIS (Chicago, IL)
- 2008 – Gallifrey One's Nineteenth Symphony: Opus 2008 (Los Angeles, CA)
- 2008 – Chicago TARDIS (Chicago, IL)
- 2008 — DemiCon 19 (Des Moines, IA)
- 2009 — Dragon*Con (Atlanta, GA)
- 2010 – Chicago TARDIS (Chicago, IL)
- 2011 — Dragon*Con (Atlanta, GA)
- 2012 — DemiCon 23 (Des Moines, IA)
- 2012 — TimeGate (Atlanta, GA)
- 2012 — Dragon*Con (Atlanta, GA)
- 2012 — Gaylaxicon (Minneapolis, MN)
- 2012 — Chicago TARDIS (Chicago, IL)

## Premios
El libro de Pearson; About Time 3: The Unauthorized Guide to Doctor Who (temporadas 7 a 11) (segunda edición) estuvo en la lista larga del premio BSFA de no ficción en 2009.  Chicks Dig Time Lords: A Celebration of Doctor Who por Women Who Love It, un libro en el que Pearson se desempeñó como editor, ganó un premio Hugo 2011 a la mejor obra relacionada. "Chicks Dig Comics: A Celebration of Comic Books by the Women Who Love Them" y "Chicks Unravel Time: Women Journey Through Every Season of Doctor Who" han sido nominadas para un premio Hugo 2013 a la mejor obra relacionada.

## Vida personal
Pearson es residente de Des Moines, Iowa y está casado con Christa Dickson. Dickson ayuda a desarrollar y mantener los sitios web de Iowa Public Televisions y también ayuda a ejecutar Mad Norwegian Press. Se graduó de Coe College en 2001. 

## Publicaciones
- I, Who: The Unauthorized Guide to Doctor Who Novels, 1999 ISBN 0-9673746-0-X
- I, Who 2: The Unauthorized Guide to Doctor Who Novels and Audios, 2001 ISBN 1-57032-900-1
- Prime Targets: The Unauthorized Story Guide to Transformers, Beast Wars & Beast Machines, 2001 ISBN 1-57032-901-X
- Now You Know: The Unauthorized Guide to GI Joe TV & Comics, 2002 ISBN 1-57032-902-8
- I, Who 3: The Unauthorized Guide to Doctor Who Novels and Audios, 2003 ISBN 0-9725959-1-0
- Dusted: The Unauthorized Guide to Buffy the Vampire Slayer (con Lawrence Miles y Christa Dickson) 2003 ISBN 0-9725959-0-2
- AHistory: An Unauthorized History of the Doctor Who Universe (escrito por Lance Parkin con material adicional de Pearson), 2006 ISBN 0-9725959-9-6
- Redeemed: The Unauthorized Guide to Angel (con Christa Dickson), 2006 ISBN 0-9725959-3-7
- AHistory: An Unauthorized History of the Doctor Who Universe [Segunda edición] (escrito por Lance Parkin con material adicional de Pearson), 2007 ISBN 0-9759446-6-5
- About Time 3: The Unauthorized Guide to Doctor Who (Temporadas 7 a 11) (2nd Edition) (escrito por Tat Wood, Lawrence Miles, Lars Pearson (Editor)), 2009 ISBN 978-0-9759446-7-7
- About Time 6: The Unauthorized Guide to Doctor Who (Seasons 22 to 26, the TV Movie) (escrito por Tat Wood con material adicional de Pearson), 2007 ISBN 0-9759446-5-7
- Wanting to Believe: A Critical Guide to X-Files, Millennium and The Lone Gunmen (escrito por Robert Shearman, con material adicional de Pearson), 2009 ISBN 978-0-9759446-9-1
- AHistory: An Unauthorized History of the Doctor Who Universe [Tercera edición] (coescrito con Lance Parkin), 2012 ISBN 978-1935234111

## Otros libros
- Faction Paradox: The Book of the War (autor colaborador, sin acreditar), 2002 ISBN 1-57032-905-2